# Юля-Сулкиоярви
Ю́ля-Су́лкиоя́рви (фин. Ylä-Sulkiojärvi) — озеро на территории Лоймольского сельского поселения Суоярвского района Республики Карелия.

## Общие сведения
Площадь озера — 0,6 км². Располагается на высоте 144,4 метров над уровнем моря.
Форма озера лопастная. Берега сильно изрезанные, каменисто-песчаные, местами заболоченные.
Через озеро протекает река Муаннонйоки. Также с севера в озеро в залив Анасоянлахти (фин. Anasojanlahti впадает река Аноксенйоки.
В озере не менее восьми островов различной площади, однако их количество может варьироваться в зависимости от уровня воды. Наиболее крупный из них — Паясаари (фин. Pajasaari).
Населённые пункты возле озера отсутствуют. Ближайший — посёлок Райконкоски — расположен в 8,5 км к ЮВВ от озера.
Код объекта в государственном водном реестре — 01040300211102000013872.